# باد كوستريتس
باد كوستريتز (بالألمانية: Bad Köstritz) هي بلدة ألمانية تقع في ألمانيا في تورينغن.[بحاجة لمصدر] يقدر عدد سكانها بـ 3,916 نسمة .

## المدن التوأمة
مدينة باد آرولزن هي مدينة توأمة لـباد كوستريتز.

## أعلام
- هاينريش شوتز
- يوليوس شتورم